# Robin Stjernberg
Robin James Olof Stjernberg (Hässleholm; 22 de febrero de 1991) es un cantante sueco. Representó a Suecia en el Festival de la Canción de Eurovisión 2013 en Malmö con la canción "You".

## Carrera

### En la banda What's Up!
Stjernberg ganó el concurso Sommarchansen en Malmö en 2006. En 2007 participó en un evento en el Globen Arena en el que 15 finalistas competían por formar parte de una futura boy band. Fue uno de los cuatro elegidos para formar la banda, que se llamaría What's Up!. Los otros integrantes fueron Eric Saade, Luwdig "Ludde" Keijser y Johan Yngvesson. Cuando Eric Saade dejó el grupo, fue sustituido por Johannes Magnusson. La banda lanzó un álbum, In Pose, que llegó al número 40 en la lista de ventas sueca. Dos de los sencillos entraron en la lista oficial sueca Sverigetopplistan, los cuales fueron "Go Girl!" (número 5) y "If I Told You Once" (número 16).

### EnIdol(2011)
En 2011, Stjernberg participó en el talent show Idol, donde fue segundo. Obtuvo el 48% de los votos frente a la ganadora, Amanda Fondell, que tuvo el 52%.

### Después deIdol
Tras su paso por Idol, publicó su primer sencillo en solitario "All This Way" el 2 de diciembre de 2011. La canción, también interpretada por la ganadora Amanda Fondell en una versión diferente, fue escrita y producida por el ganador de Idol en 2004 Darin Zanyar, entre otros. Stjernberg fue contratado por la discográfica Lionheart Music Group. Lanzó una recopilación de los temas interpretados en Idol, titulada My Versions, el 4 de enero de 2012. El primer sencillo oficial del álbum fue su versión de la canción "Halo" de Beyoncé.

### Melodifestivalen y Festival de Eurovisión 2013
Stjernberg participó en el Melodifestivalen 2013 con la canción "You". Participó en la cuarta semifinal celebrada el 23 de febrero en el Malmö Arena de Malmö; obtuvo el tercer puesto, clasificándose a la ronda de segunda oportunidad o Andra Chansen. En la ronda de segunda oportunidad, fue repescado para la final tras dos votaciones y tras ganar un duelo contra Martin Rolinski. El 9 de marzo ganó la final. A consecuencia de esto, representó a Suecia en la final del Festival de la Canción de Eurovisión 2013 que se celebró en Malmö el 18 de mayo. La canción de Robin Stjernberg fue la primera en la historia del Melodifestivalen en ganar tras pasar por la ronda de segunda oportunidad.